# Золотий м'яч 1973
«Золотий м'яч 1973»

25 грудня 1973
Найкращий футболіст Європи: 
 Йоган Кройф
 (вдруге)

← 1972 * Золотий м'яч * 1974 →
Золотий м'яч 1973 року — 18-те щорічне вручення нагороди найкращому футболісту Європи, за підсумками опитування від журналу «Франс Футбол».

## Процедура голосування
Участь у голосуванні за визначення найкращого футболіста в Європі взяли представники 24 футбольних асоціацій УЄФА, зокрема: Австрії, Англії, Бельгії, Болгарії, Греції, Данії, Ірландії, Іспанії, Італії, Люксембурга, Нідерландів, НДР, Польщі, Португалії, Румунії, Туреччини, Угорщини, Фінляндії, Франції, ФРН, Чехословаччини, Швейцарії, Швеції та Югославії. Франс Футбол не отримав список від представника СРСР, який був запрошений взяти участь у голосуванні.
Кожен із членів журі обирав п'ятьох футболістів, які, на його думку, є найкращими гравцями Європи. За перше місце нараховували 5 очок, за друге — чотири, за третє — три, за четверте — два, за п'яте — одне очко. Переможець максимально міг отримати 120 очок.
Результати голосування були опубліковані 25 грудня 1973 року в журналі France Football (№ 1447).

## Підсумки голосування
Вдруге володарем нагороди став 26-річний нідерландський атакувальний півзахисник клубів «Аякс» та «Барселона» Йоган Кройф. Йохан Кройф зрівнявся за кількістю нагород з Альфредо Ді Стефано (по дві нагороди).
Також Кройф став першим в історії володарем «Золотого м'яча», який протягом виграшного року змінив клуб.
| Місце | Гравець              | Клуб                                 | Країна            | Очки | %      | Місця | Місця | Місця | Місця | Місця | К-ть голосів |
| Місце | Гравець              | Клуб                                 | Країна            | Очки | %      | 1-ше  | 2-ге  | 3-тє  | 4-те  | 5-те  | К-ть голосів |
| ----- | -------------------- | ------------------------------------ | ----------------- | ---- | ------ | ----- | ----- | ----- | ----- | ----- | ------------ |
| 1     | Йоган Кройф          | Аякс Барселона                       | Нідерланди        | 96   | 80 %   | 15    | 2     | 3     | 2     |       | 22           |
| 2     | Діно Дзофф           | Ювентус                              | Італія            | 47   | 39.2 % | 3     | 3     | 5     | 1     | 3     | 15           |
| 3     | Герд Мюллер          | Баварія                              | ФРН               | 44   | 36.7 % | 2     | 5     | 2     | 3     | 2     | 14           |
|       |                      |                                      |                   |      |        |       |       |       |       |       |              |
| 4     | Франц Бекенбауер     | Баварія                              | ФРН               | 30   | 25 %   | 2     | 3     | 2     |       | 2     | 9            |
| 5     | Біллі Бремнер        | Лідс Юнайтед                         | Шотландія         | 22   | 18.3 % |       | 2     | 3     | 2     | 1     | 8            |
| 6     | Казімеж Дейна        | Легія                                | Польща            | 16   | 13.3 % |       | 3     |       | 2     |       | 5            |
| 7     | Еусебіу              | Бенфіка                              | Португалія        | 14   | 11.7 % |       | 2     | 1     | 1     | 1     | 5            |
| 8     | Джанні Рівера        | Мілан                                | Італія            | 12   | 10 %   |       | 1     | 2     | 1     |       | 4            |
| 9     | Гюнтер Нетцер        | Боруссія (Менхенгладбах) Реал Мадрид | ФРН               | 11   | 9.2 %  | 1     | 1     |       | 1     |       | 3            |
| 9     | Ральф Едстрем        | Отвідабергс ПСВ                      | Швеція            | 11   | 9.2 %  |       |       | 2     | 2     | 1     | 5            |
|       |                      |                                      |                   |      |        |       |       |       |       |       |              |
| 11    | Улі Генесс           | Баварія                              | ФРН               | 8    | 6.7 %  |       | 1     | 1     |       | 1     | 3            |
| 12    | Джачінто Факкетті    | Інтернаціонале                       | Італія            | 7    | 5.8 %  | 1     |       |       |       | 2     | 3            |
| 12    | Христо Бонев         | Локомотив (Пловдив)                  | Болгарія          | 7    | 5.8 %  |       | 1     |       | 1     | 1     | 3            |
| 14    | Хуан Мануель Асенсі  | Барселона                            | Іспанія           | 5    | 4.2 %  |       |       | 1     | 1     |       | 2            |
| 14    | Сандро Маццола       | Інтернаціонале                       | Італія            | 5    | 4.2 %  |       |       |       | 2     | 1     | 3            |
| 14    | Ян Томашевський      | ЛКС (Лодзь)                          | Польща            | 5    | 4.2 %  |       |       |       | 1     | 3     | 4            |
| 17    | Влодзімеж Любанський | Гурник                               | Польща            | 4    | 3.3 %  |       |       | 1     |       | 1     | 2            |
| 18    | Вольфганг Оверат     | Кельн                                | ФРН               | 3    | 2.5 %  |       |       | 1     |       |       | 1            |
| 19    | Баррі Гюльсгофф      | Аякс                                 | Нідерланди        | 2    | 1.7 %  |       |       |       | 1     |       | 1            |
| 19    | Ганс-Юрген Крайше    | Динамо (Дрезден)                     | НДР               | 2    | 1.7 %  |       |       |       | 1     |       | 1            |
| 19    | Боббі Мур            | Вест Гем                             | Англія            | 2    | 1.7 %  |       |       |       | 1     |       | 1            |
| 19    | Роланд Сандберг      | Отвідабергс Кайзерслаутерн           | Швеція            | 2    | 1.7 %  |       |       |       | 1     |       | 1            |
| 23    | Владислав Богичевич  | Црвена Звезда                        | Югославія         | 1    | 0.8 %  |       |       |       |       | 1     | 1            |
| 23    | Драган Джаїч         | Црвена Звезда                        | Югославія         | 1    | 0.8 %  |       |       |       |       | 1     | 1            |
| 23    | Пет Дженнінгс        | Тоттенгем Готспур                    | Північна Ірландія | 1    | 0.8 %  |       |       |       |       | 1     | 1            |
| 23    | Деніс Лоу            | Манчестер Сіті                       | Шотландія         | 1    | 0.8 %  |       |       |       |       | 1     | 1            |
| 23    | Іво Віктор           | Дукла                                | Чехословаччина    | 1    | 0.8 %  |       |       |       |       | 1     | 1            |

## Цікаві факти
- Розподіл по амплуа серед 27 футболістів згаданих в анкетах наступний: 4 воротарі, 5 захисників, 9 півзахисників та 9 нападників.[1]
- Йоган Кройф став другим (після Альфредо Ді Стефано) футболістом, який мінімум двічі ставав володарем нагороди найкращому футболісту Європи.
- «Барселона» стала четвертим (після «Реала», «Манчестер Юнайтед» та «Баварії») клубом, чий футболіст мінімум двічі вигравав «Золотий м'яч». «Манчестер Юнайтед» та «Реал» (Мадрид) також залишалися лідерами за цим показником — по 3 нагороди.
- 27 гравців згадані в анкетах представляли 14 країн, з них найбільше було від ФРН — 5, Італії — 4, Польщі — 3, від Нідерландів, Югославії, Шотландії та Швеції — по 2 гравці.
- Вдруге за час проведення опитування в списках номінантів не виявилося представників СРСР, втретє — Угорщини, вчетверте — Франції. Усього за 18 років проведення опитування найменше по разу в анкетах були відсутні представники Англії, Іспанії, Італії, ФРН. Причому гравці Німеччини 17 років поспіль є серед номінантів на нагороду.
- Італійські футболісти найчастіше попадали в загальний залік опитувань — 56 разів, англійські — 55, німецькі — 50, угорські — 42, іспанські — 38, радянські — 36 разів.
- Вп'яте лауреатом трофею став представник іспанської першості. За цим показником іспанський чемпіонат став одноосібним лідером, у англійської першості — 4 трофеї.
- Всього в анкетах були названі гравці з 22 клубів, серед них найбільше було представників «Баварії» — 3, «Інтернаціонале», «Барселони» та «Црвени Звезди» — по 2, ще 18 клубів — по 1 гравцю.
- Всього за 18 років в анкетах був згаданий 221 футболіст зі 112 клубів. Футболісти мадридського «Реала» були згадані в опитуваннях хоча б одного разу у 15-ти випадках, «Манчестер Юнайтед», «Мілана» та «Інтернаціонале» — у 14-ти, московського «Динамо», «Бенфіки» та «Тоттенгем Готспур» — в 11-ти випадках.
- Вперше в опитуваннях були згадані гравці 3 клубів, зокрема: «ПСВ», «ЛКС» (Лодзь) та «Кайзерслаутерна».
- Еусебіу вийшов на перше місце за кількістю номінацій — 11, у Льва Яшина та Джанні Рівери — по 10, Боббі Чарлтона, Сандро Маццоли та Франца Бекенбауера — по 9 номінацій.
- Діно Дзофф став лише другим воротарем, після Яшина (1963 — 1 місце), який посів призове місце.
- Жоден французький гравець не попадав в десятку найкращих за підсумками опитування уже протягом 13 років. Останнім таким гравцем був Раймон Копа — 6 місце у 1960 році.